# Her Majesty
"Her Majesty" é uma canção da banda inglesa de rock The Beatles, presente no álbum Abbey Road. Escrita por Paul McCartney e creditada a Lennon/McCartney, é uma breve e irônica canção de music hall.
É a faixa final do álbum e aparece 14 segundos após a música anterior "The End", mas não estava listada na capa original. Alguns observadores consideram-na o primeiro exemplo de faixa oculta.

## Gravação
Em 2 de julho de 1969, McCartney executou um trecho de 23 segundos de uma música chamada "Her Majesty" que ele havia antecipado pela primeira vez nas sessões de Get Back, o álbum que acabou se tornando Let It Be.
A canção foi gravada em três tomadas em 2 de julho de 1969, antes dos Beatles começarem a trabalhar em "Golden Slumbers" e "Carry That Weight". McCartney cantou e tocou simultaneamente um acompanhamento de violão fingerstyle. A decisão de excluir a canção do medley de Abbey Road foi tomada em 30 de julho do mesmo ano.

## Estrutura e posicionamento
A vontade de McCartney era jogar fora a fita de gravação. Porém, o operador de fitas John Kurlander tinha sido explicitamente instruído pelos seus superiores a não jogar fora qualquer material dos Beatles. Segundo a vontade de McCartney, Kurlander cortou a faixa, porém acidentalmente deixou a última nota. Depois de McCartney ter saído, Kurlander pegou a gravação no chão, colocou cerca de 20 segundos de fita vermelha antes e pôs no final da fita de edição, de forma que a música ficou posicionada após um silêncio de 14 segundos depois do fim de "The End". Após esta mudança, McCartney gostou e aprovou a inclusão da faixa ao álbum.
A música não constava da capa do disco de vinil original, pois já havia sido impressa; nas mangas reimpressas, entretanto, ele está listado. A edição em CD corrige isso. A versão digital também imita a versão original em LP, pois contém um longo silêncio de 14 segundos imediatamente após "The End", antes de "Her Majesty" começar a tocar.
Com 23 segundos de duração, "Her Majesty" é a música mais curta do repertório dos Beatles. Em The Beatles Anthology, McCartney classificou a situação como "Beatles típicos – um acidente". O acorde alto que ocorre no início da música é o final, conforme gravado, de "Mean Mr. Mustard".

### Posicionamentos alternativos
Em outubro de 2009, a MTV Networks lançou uma versão para download da música (assim como o álbum inteiro) para o videogame The Beatles: Rock Band, que deu aos jogadores a capacidade de tocar o último acorde que faltava. A Apple Corps concedeu direitos sobre esta e outras alterações à Harmonix Music Systems, que desenvolveu o jogo. A alteração gerou polêmica entre alguns fãs que preferiram o encerramento não resolvido da versão gravada. A "Super Deluxe Edition" do quinquagésimo aniversário de Abbey Road inclui uma faixa bônus, "The Long One", que consiste em uma edição experimental e mix do medley, com "Her Majesty" colocada entre "Mean Mr. Mustard" e "Polythene Pam".

## Letra

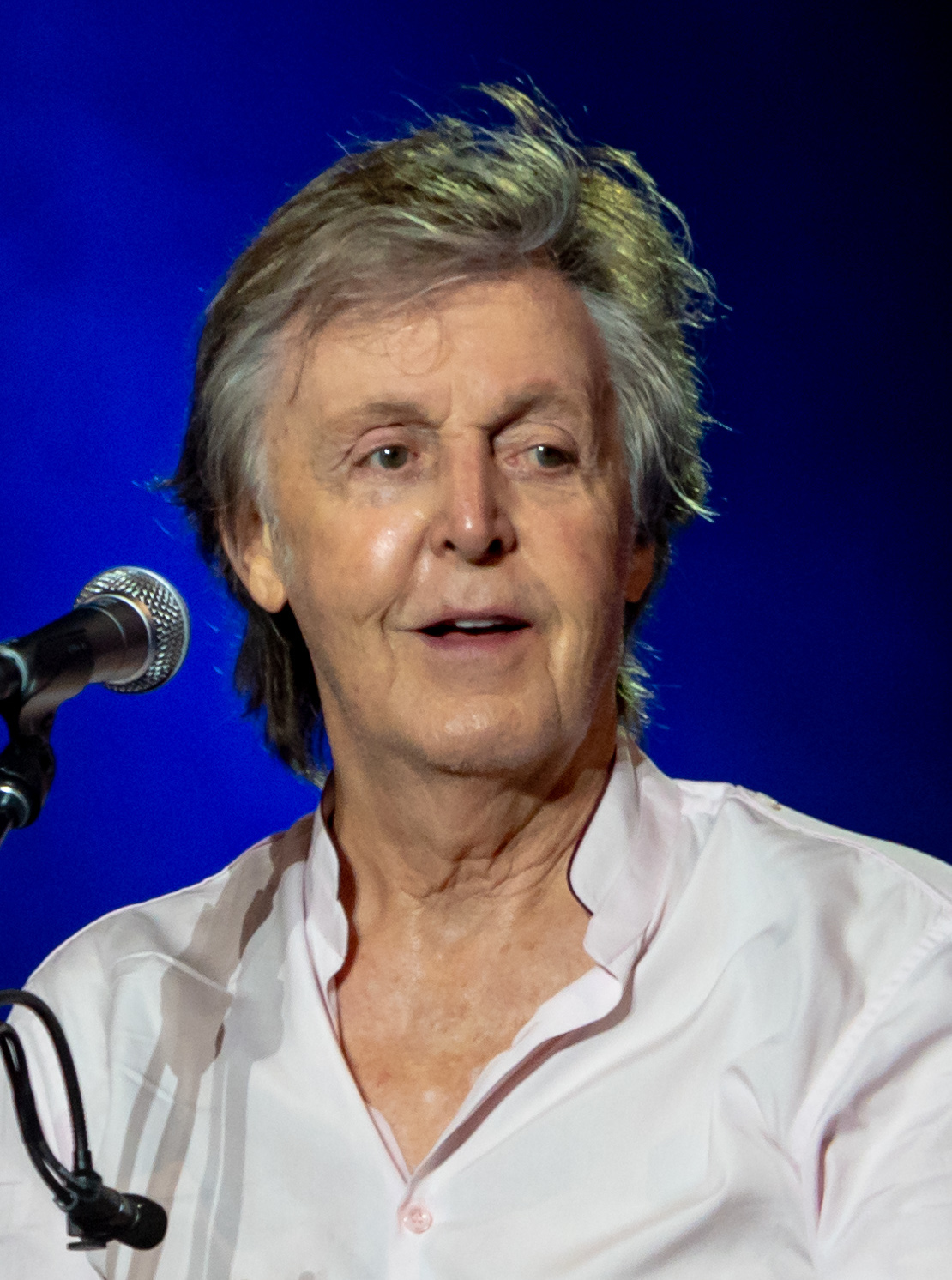
McCartney, compositor da faixa, em 2018.

Foi muito engraçado porque é basicamente monarquista, com um certo tom desrespeitoso, mas é muito irônico. É quase como uma canção de amor para a rainha.Original (em inglês): It was quite funny because it’s basically monarchist, with a mildly disrespectful tone, but it’s very tongue in cheek. It’s almost like a love song to the Queen— McCartney  (em inglês)
Algumas partes da letra são interpretadas como insultos à majestade. A música fala sobre um homem, que sonha com um romance com a rainha, mas tem algumas ressalvas sobre: “Vossa Majestade é uma garota muito legal/Mas não diz muita coisa/Vossa Majestade é uma garota muito legal/Mas muda todos os dias”. Apesar das críticas, McCartney prefere a monarquia à república e já elogiou a Rainha por ser "inteligente, fabulosa e glamourosa”, além de entender a figura da rainha como uma força de união na sociedade britânica.

## Performancesao vivo e covers
McCartney cantou a música diante da Rainha Isabel II na Festa no Palácio em 3 de junho de 2002, parte das celebrações do Jubileu de Ouro. A banda norte-americana Pearl Jam realizou um cover da música em homenagem à morte da Rainha, horas após o anúncio do falecimento pelo Palácio de Buckingham, durante uma apresentação na Scotiabank Arena, em Toronto, Canadá.
A música é uma das menos regravadas de todo o catálogo dos Beatles, tendo sido regravada por bandas como Pearl Jam, Art Brut e Chumbawamba.